# 함평 자형정
함평 자형정(咸平 紫荊亭)은 대한민국 전라남도 함평군 월야면 월야리에 있는 정자 건축물이다. 2017년 8월 24일 전라남도의 문화재자료 제285호로 지정되었다.

## 개요
조선말기~근대기의 강학처 기능을 한 향촌정자로 건축적인 구조․가구 기법 등이 수준이 있고, 부재의 치목 상태나 보존 관리도 양호하다.
편액과 상량문(1910년 오계수), 기문(1898년 면암 최익현, 1910년 송사 기우만 등), 현판 등 기록유산도 잘 남아 근대기 향촌 공동체와 활동 공간, 문인학자의 교류 관계 등을 밝힐 수 있는 연구 자료로 활용 기대된다.

## 참고 문헌
- 함평 자형정 - 국가유산청 국가유산포털